# Adrianna Luna
Adrianna Luna (Los Ángeles, California; 12 de mayo de 1984) es una actriz pornográfica estadounidense.

## Biografía
Adrianna nació en Los Ángeles en el seno de una familia con ascendencia mexicana y filipina. Habla español, y aunque no se defiende con el tagalo, sí que comprende bastante de este idioma.
Luna estudió primero en la Sonoma State University y más tarde se trasladó a la Universidad Estatal de California, donde se graduó en Relaciones Públicas, consiguiendo, además, un Bachelor of Arts en Periodismo. Trabajó como asistente ejecutiva en el departamento financiero de una productora durante tres años, antes de entrar a hacer porno.
Entró en la industria pornográfica en marzo de 2011, aunque no grabaría escenas hasta tiempo después. Primero trabajó entre bastidores, en tareas de vestuario y maquillaje, antes de realizar algunas escenas de porno softcore. Su primera escena de sexo acabaría siendo en 2012, junto al actor Danny Mountain en la película de New Sensations titulada Them's Some Sexy Titties.
En noviembre de 2012 fue nombrada Pet of the Month de la revista Penthouse.
Algunos trabajos de su filmografía son Fornicasian 2, Fresh Off The Boat 6, Latinas Love Caliente Creampies 4, Mandingo Massacre u Oil Covered Asses 2.
Se retiró en 2017, habiendo grabado más de 320 películas.

## Premios y nominaciones
| Año  | Ceremonia                         | Resultado | Premio                                        | Trabajo                                    |
| ---- | --------------------------------- | --------- | --------------------------------------------- | ------------------------------------------ |
| 2012 | Nightmoves                        | Nominada  | Mejor estrella debutante                      | —                                          |
| 2012 | Rogreviews' Critics Choice Awards | Ganadora  | Best Newbie                                   | —                                          |
| 2013 | Premios AVN                       | Nominada  | Mejor actriz revelación                       | —                                          |
| 2013 | Premios AVN                       | Nominada  | Mejor escena de sexo lésbico en grupo         | Mind Fuck                                  |
| 2013 | Nightmoves                        | Nominada  | Mejor actuación étnica                        | —                                          |
| 2013 | Sex Awards                        | Nominada  | Estrella porno del año                        | —                                          |
| 2013 | Premios XBIZ                      | Nominada  | Mejor actriz revelación                       | —                                          |
| 2013 | Premios XRCO                      | Nominada  | Estrella debutante del año                    | —                                          |
| 2014 | Premios AVN                       | Nominada  | Mejor actriz                                  | Lone Ranger XXX: An Extreme Comixxx Parody |
| 2014 | Premios AVN                       | Nominada  | Mejor escena de trío H-M-H                    | Bikini-Clad Cum Sluts 2                    |
| 2014 | Premios XBIZ                      | Nominada  | Mejor actriz en película de sexo en pareja    | Tuff Love                                  |
| 2014 | Premios XBIZ                      | Nominada  | Mejor actriz en película parodia              | Lone Ranger XXX: An Extreme Comixxx Parody |
| 2014 | Premios XBIZ                      | Nominada  | Mejor actriz protagonista                     | Underworld                                 |
| 2014 | Premios XBIZ                      | Nominada  | Mejor escena de sexo en película protagonista | Underworld                                 |
| 2015 | Premios AVN                       | Nominada  | Mejor escena de trío M-H-M                    | Anal Inferno 3                             |
| 2015 | Premios AVN                       | Nominada  | Premio fan: Mejores pechos                    | —                                          |